# Valhuon
Valhuon est une commune française située dans le département du Pas-de-Calais en région Hauts-de-France.
La commune fait partie de la communauté de communes du Ternois qui regroupe 103 communes et compte 37 469 habitants en 2021.

## Géographie

### Localisation
Localisée dans le sud-est du département du Pas-de-Calais, Valhuon est une commune située, à vol d'oiseau, à 7 km au nord de la commune de Saint-Pol-sur-Ternoise (aire d'attraction) et à 32 km au nord-ouest de la commune d’Arras (chef-lieu d'arrondissement et préfecture du Pas-de-Calais).
Le territoire de la commune est limitrophe de ceux de cinq communes.
Les communes limitrophes sont Bours, Brias, Huclier, Tangry et Troisvaux.

### Géologie et relief
La superficie de la commune est de 9,17 km2 ; son altitude varie de 118  à   167 mètres.

### Hydrographie
Le territoire de la commune est situé dans le bassin Artois-Picardie.
C'est dans la commune que la Ferté, cours d'eau naturel de 5 km, prend sa source et se jette dans la Clarence au niveau de la commune de Pernes.

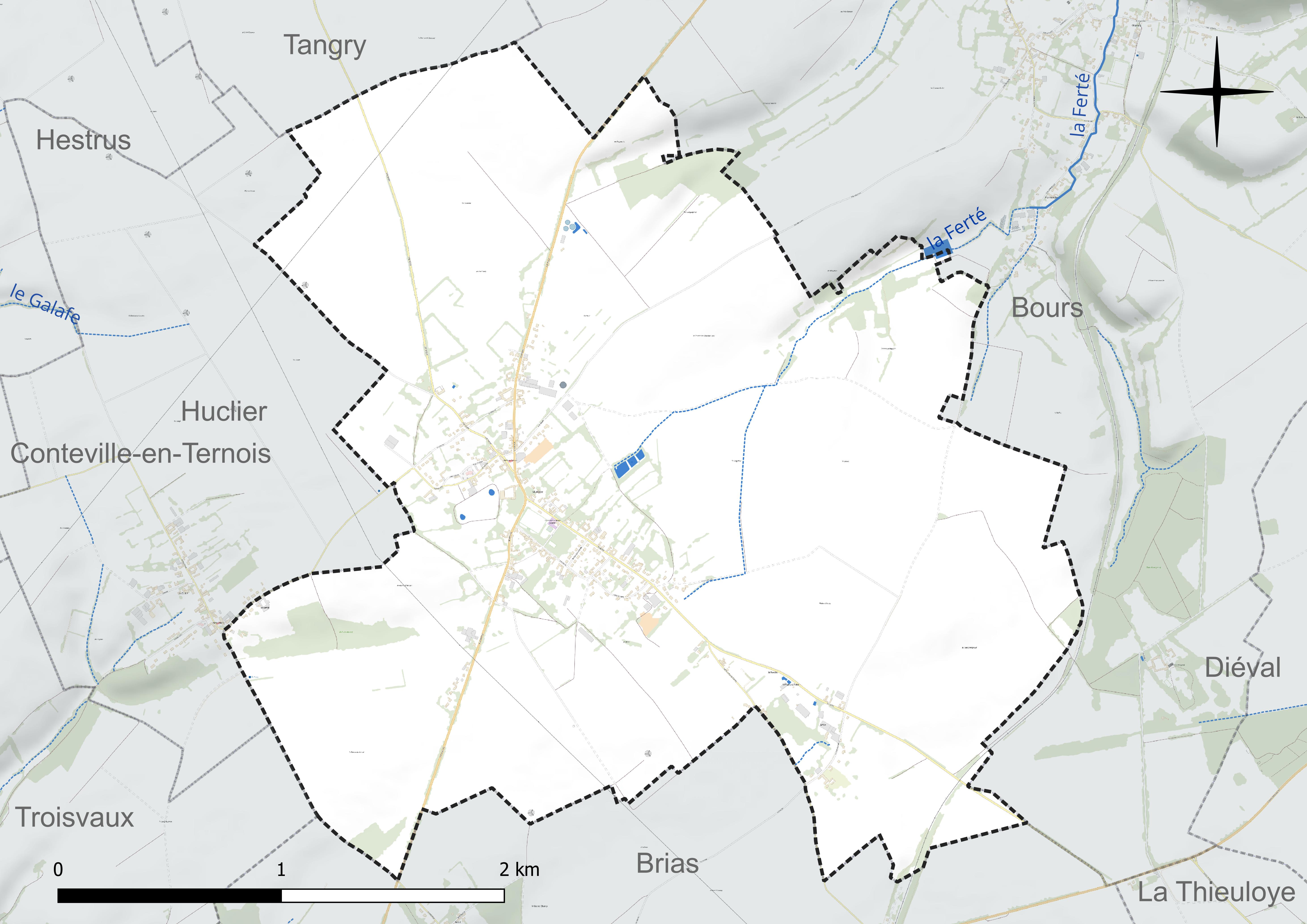
Réseau hydrographique de Valhuon.

### Climat
Pour des articles plus généraux, voir Climat des Hauts-de-France et Climat du Pas-de-Calais.
En 2010, le climat de la commune est de type climat océanique altéré, selon une étude du CNRS s'appuyant sur une série de données couvrant la période 1971-2000. En 2020, Météo-France publie une typologie des climats de la France métropolitaine dans laquelle la commune est exposée à un climat océanique et est dans la région climatique Côtes de la Manche orientale, caractérisée par un faible ensoleillement (1 550 h/an) ; forte humidité de l’air (plus de 20 h/jour avec humidité relative > 80 % en hiver), vents forts fréquents.
Pour la période 1971-2000, la température annuelle moyenne est de 10 °C, avec une amplitude thermique annuelle de 13,6 °C. Le cumul annuel moyen de précipitations est de 904 mm, avec 12,8 jours de précipitations en janvier et 9,2 jours en juillet. Pour la période 1991-2020, la température moyenne annuelle observée sur la station météorologique la plus proche, située sur la commune de Fiefs à 9 km à vol d'oiseau, est de 10,4 °C et le cumul annuel moyen de précipitations est de 1 070,6 mm,. Pour l'avenir, les paramètres climatiques de la commune estimés pour 2050 selon différents scénarios d'émission de gaz à effet de serre sont consultables sur un site dédié publié par Météo-France en novembre 2022.

### Paysages
Pour un article plus général, voir Paysage en France.
La commune s'inscrit dans les « paysages du Ternois » tels qu’ils sont définis dans l’atlas de paysages de la région Nord-Pas-de-Calais, conçu par la direction régionale de l'Environnement, de l'Aménagement et du Logement (DREAL),.
Ces paysages, qui concernent 138 communes avec trois pôles d’attraction que sont Hesdin-la-Forêt à l'ouest, Saint-Pol-sur-Ternoise à l’est et, dans une moindre mesure, Frévent en lisière sud, sont délimités par deux cours d’eau : la Canche au Sud et la Ternoise au Nord. Ces paysages sont composés de plateaux, de vallées et de bocages. Les plateaux du Ternois montrent une structure tabulaire assez plane et une altitude assez régulière avec des points culminants entre 150 et 160 m.
Le territoire d’une vingtaine de kilomètres du Nord au Sud et d’Est en Ouest, est traversé par la D 939 reliant Saint-Pol-sur-Ternoise à Hesdin-la-Forêt, par la D 912 entre Saint-Pol-sur-Ternoise et Frévent et par la ligne ferroviaire de Saint-Pol-sur-Ternoise à Étaples dans la vallée de la Canche. La position excentrée, en l’absence de grands axes autoroutiers ou ferrés structurants, a permis au Ternois de conserver un caractère rural et une certaine qualité de paysage.
Au niveau de l’occupation des sols, les surfaces cultivées sont omniprésentes sur les plateaux, avec majoritairement la culture de la betterave et de la pomme de terre, et représentent près de 72 % de la surface totale de ces paysages du Ternois, les espaces artificialisés, cantonnés dans les fonds de vallée, représentent 13 % et les surfaces boisées, présentes dans les deux principales vallées de la Ternoise et de la Canche, ne représentent que 6 %.

## Urbanisme

### Typologie
Au 1er janvier 2024, Valhuon est catégorisée commune rurale à habitat dispersé, selon la nouvelle grille communale de densité à sept niveaux définie par l'Insee en 2022.
Elle est située hors unité urbaine. Par ailleurs la commune fait partie de l'aire d'attraction de Saint-Pol-sur-Ternoise, dont elle est une commune de la couronne,. Cette aire, qui regroupe 72 communes, est catégorisée dans les aires de moins de 50 000 habitants,.

### Occupation des sols
L'occupation des sols de la commune, telle qu'elle ressort de la base de données européenne d’occupation biophysique des sols Corine Land Cover (CLC), est marquée par l'importance des territoires agricoles (93,4 % en 2018), une proportion identique à celle de 1990 (93,4 %). La répartition détaillée en 2018 est la suivante : 
terres arables (73,6 %), prairies (12,7 %), zones agricoles hétérogènes (7,1 %), zones urbanisées (6,6 %). L'évolution de l’occupation des sols de la commune et de ses infrastructures peut être observée sur les différentes représentations cartographiques du territoire : la carte de Cassini (XVIIIe siècle), la carte d'état-major (1820-1866) et les cartes ou photos aériennes de l'IGN pour la période actuelle (1950 à aujourd'hui).

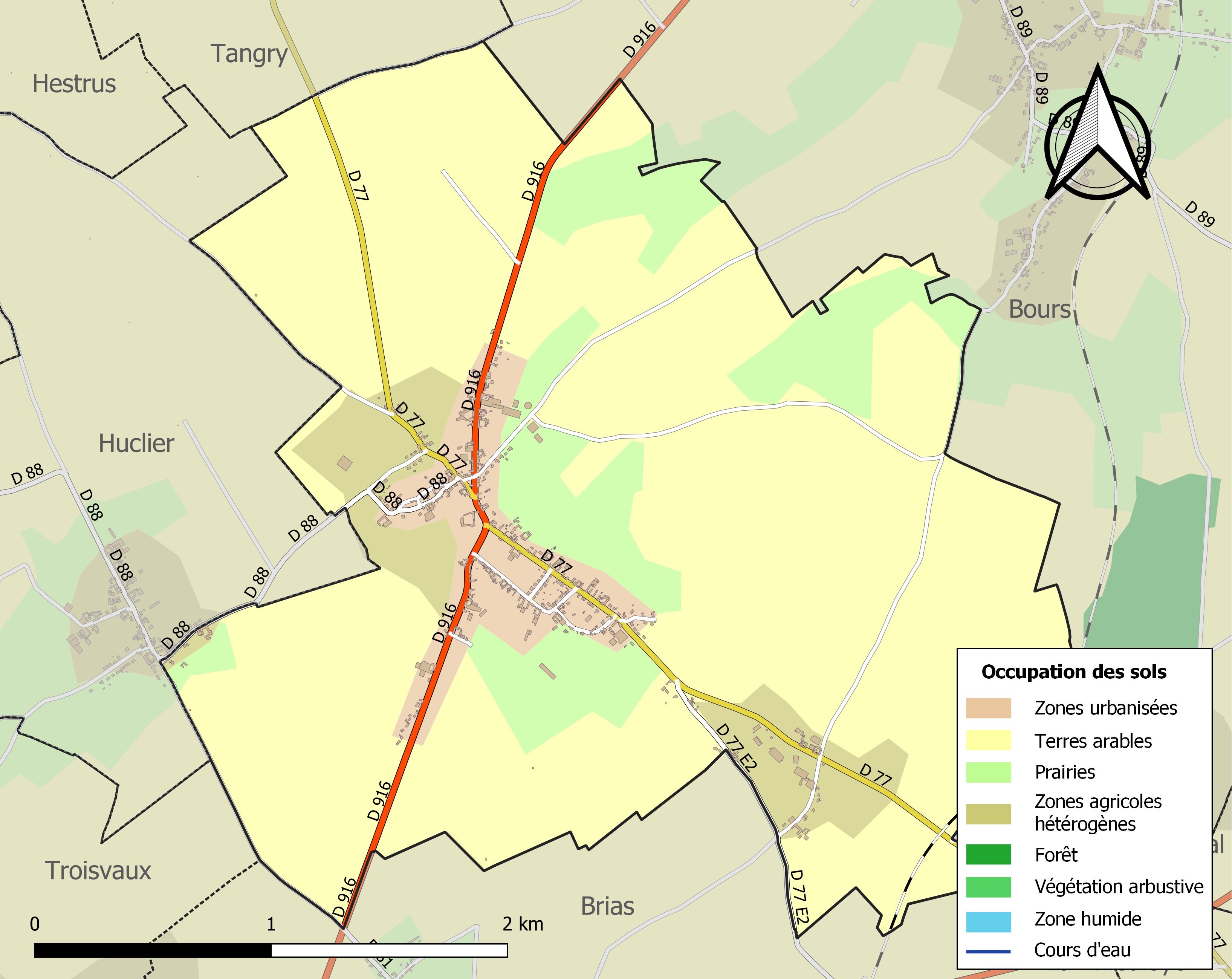
Carte des infrastructures et de l'occupation des sols de la commune en 2018 (CLC).

### Énergie
- Deux éoliennes, les premières du Ternois, édifiées vers 2000[18], d'une hauteur de 120 m se dressent à la limite avec Brias.
- Une unité de méthanisation a été créée en 2016 par quatorze associés, éleveurs et céréaliers répartis dans un rayon de neuf kilomètres. L'établissement produit de l'électricité, ainsi que de la spiruline alimentaire[19],[18].

## Toponymie
Le nom de la localité est attesté sous les formes Vallis Hugonis (1261) ; Valhuon (1285) ; Vauhuon (1288) ; Le Valuhuon (XIIIe siècle) ; La Vallée-Huon (1501) ; Walhuon (1515) ; Walhuon-lès-Saint-Pol (1538) ; Urbs Hugonis (XVIIe siècle) ; Sainte-Catherine-au-Bois dit Valhuon (XVIIe siècle) ; Val-Huon ou Yvon (1739) ; Boom dit Valhuon (XVIIIe siècle).

## Histoire
Avant la Révolution française, Valhuon était le siège d'une seigneurie.
En août 1660, des lettres données à Paris accordent le titre de chevalier à Jérôme du Rietz, écuyer, seigneur de Frévillers, Jouy, Hamol (Hamel?), Maretz, Grande-Vacquery, Noyelles et Valhuon en partie. Jérôme du Rietz est dit gentilhomme, ses ancêtres n'ont jamais fait acte de dérogeance à leur ancienne noblesse, plusieurs ont été chevaliers.
Jean-Baptiste Boucquel, décédé écuyer, était aux XVIIe et XVIIIe siècles, conseiller au conseil d'Artois, seigneur de Warlus, Sombrin, Villers-sir-Simon, Valhuon. Il a rendu plusieurs services à son roi, le roi de France.
Paul François Boucquel, écuyer, fils de Jean-Baptiste, seigneur des mêmes lieux que son père, a reçu en octobre 1723, des lettres de chevalerie héréditaire données à Versailles, en récompense des services rendus au roi en tant qu'officier au régiment de dragons d'Artois. En octobre 1736, il demeure à Sombrin et bénéficie de nouvelles lettres données à Versailles. Elles l'autorisent à décorer ses armes d'une couronne de comte et à prendre deux tigres comme supports. Cette autorisation lui est accordée en raison des services rendus au roi par son père, par lui-même, et par deux de ses fils, au service dans la deuxième compagnie des mousquetaires à cheval de la garde du roi, l'un depuis le 20 août 1727 et l'autre depuis le 12 décembre 1734.
Pendant la Première Guerre mondiale, des troupes stationnent à Valhuon située en arrière du front de l'Artois, notamment du 29 juin au 3 juillet 1915, ou encore en octobre 1915

## Politique et administration

### Découpage territorial
La commune se trouve dans l'arrondissement d'Arras du département du Pas-de-Calais.

#### Commune et intercommunalités
La commune faisait partie de la petite communauté de communes du Pernois créée fin 1993.
Dans le cadre de la réforme des collectivités territoriales françaises, par la loi de réforme des collectivités territoriales du 16 décembre 2010 (dite loi RCT)  destinée à permettre notamment l'intégration de la totalité des communes dans un EPCI à fiscalité propre, la suppression des enclaves et discontinuités territoriales et les modalités de rationalisation des périmètres des établissements publics de coopération intercommunale et des syndicats mixtes existants, cette intercommunalité fusionne avec sa voisine, la communauté de communes du pays d'Heuchin, formant le 1er janvier 2013 la communauté de communes des Vertes Collines du Saint-Polois.
Un nouveau mouvement de regroupement intercommunal intervient dans le cadre des dispositions de la loi portant nouvelle organisation territoriale de la République (Loi NOTRe) du 7 août 2015, qui prévoit que les établissements publics de coopération intercommunale (EPCI) à fiscalité propre doivent avoir un minimum de 15 000 habitants. À l'initiative des intercommunalités concernées, la Commission départementale de coopération intercommunale (CDCI) adopte le 26 février 2016 le principe de la fusion de : 

- la communauté de communes de l'Auxillois, regroupant 16 communes dont une de la Somme et 5 217 habitants ;

- la communauté de communes de la région de Frévent, regroupant 12 communes et 6 567 habitants ;

- de la communauté de communes des Vertes Collines du Saint-Polois, regroupant 58 communes et 19 585 habitants

- de la communauté de communes du Pernois, regroupant 18 communes et 7 114 habitants. Le schéma départemental de coopération intercommunale (SDCI), intégrant notamment cette évolution, est approuvé par un arrêté préfectoral du 30 mars 2016,.
La communauté de communes du Ternois, qui résulte de cette fusion et dont la commune fait désormais partie, est créée par un arrêté préfectoral qui a pris effet le 1er janvier 2017.

#### Circonscriptions administratives
La commune faisait partie depuis 1801 du canton d'Heuchin. Dans le cadre du redécoupage cantonal de 2014 en France, la commune est intégrée au canton de Saint-Pol-sur-Ternoise.

#### Circonscriptions électorales
Pour l'élection des députés, la commune fait partie de la sixième circonscription du Pas-de-Calais.

### Élections municipales et communautaires

#### Liste des maires
Depuis la Révolution française, 23 maires se sont succédé à Valhuon.
| Période     | Période                    | Identité               | Étiquette | Qualité                                                          |
| ----------- | -------------------------- | ---------------------- | --------- | ---------------------------------------------------------------- |
| 1792        | 1803                       | Antoine Bayart         |           |                                                                  |
| 1803        | 1804                       | Antoine Desgroiselliez |           |                                                                  |
| 1804        | 1808                       | Antoine Fleury         |           |                                                                  |
| 1808        | 1813                       | Louis Boudaliez        |           |                                                                  |
| 1813        | 1821                       | Augustin Labre         |           |                                                                  |
| 1821        | 1826                       | Louis Boudaliez        |           |                                                                  |
| 1826        | 1831                       | Augustin Labre         |           |                                                                  |
| 1831        | 1844                       | Louis Boudaliez        |           |                                                                  |
| 1844        | 1847                       | Henri Noeveglise       |           |                                                                  |
| 1847        | 1848                       | François Defasque      |           |                                                                  |
| 1848        | 1852                       | Henri Noeveglise       |           |                                                                  |
| 1852        | 1859                       | Auguste Boulanger      |           |                                                                  |
| 1859        | 1871                       | Célestin Betourne      |           |                                                                  |
| 1871        | 1896                       | Victoric Defaste       |           |                                                                  |
| 1896        | 1904                       | Aimable Hedin          |           |                                                                  |
| 1904        | 1928                       | Ernest Duhautoiy       |           |                                                                  |
| 1928        | 1929                       | Émile Barras           |           |                                                                  |
| 1929        | 1963                       | François Lejeunes      |           |                                                                  |
| 1963        | 1983                       | Charles Boutin         |           |                                                                  |
| 1983        | 1989                       | André Dieval           |           |                                                                  |
| 1989        | mai 2012                   | Roger Grüt             |           | Responsable de fabrication chez Herta retraité Démissionnaire    |
| juin 2012   | 2020                       | Francis Frémaux        |           | Cadre retraité de France-Télécom Réélu pour le mandat 2014-2020, |
| 27 mai 2020 | En cours (au 8 avril 2022) | Marie-Claude Pagerie   |           | Employée de la fonction publique,                                |

### Instances de démocratie participative
La commune s'est dotée d'un conseil municipal des jeunes.

## Population et société

### Démographie

#### Évolution démographique
L'évolution du nombre d'habitants est connue à travers les recensements de la population effectués dans la commune depuis 1793. Pour les communes de moins de 10 000 habitants, une enquête de recensement portant sur toute la population est réalisée tous les cinq ans, les populations de référence des années intermédiaires étant quant à elles estimées par interpolation ou extrapolation. Pour la commune, le premier recensement exhaustif entrant dans le cadre du nouveau dispositif a été réalisé en 2004.

En 2022, la commune comptait 544 habitants, en évolution de −5,72 % par rapport à 2016 (Pas-de-Calais : −0,72 %, France hors Mayotte : +2,11 %).
| 1793 | 1800 | 1806 | 1821 | 1831 | 1836 | 1841 | 1846 | 1851 |
| ---- | ---- | ---- | ---- | ---- | ---- | ---- | ---- | ---- |
| 396  | 513  | 409  | 510  | 573  | 546  | 547  | 517  | 546  |

| 1856 | 1861 | 1866 | 1872 | 1876 | 1881 | 1886 | 1891 | 1896 |
| ---- | ---- | ---- | ---- | ---- | ---- | ---- | ---- | ---- |
| 558  | 554  | 575  | 554  | 570  | 581  | 625  | 604  | 564  |

| 1901 | 1906 | 1911 | 1921 | 1926 | 1931 | 1936 | 1946 | 1954 |
| ---- | ---- | ---- | ---- | ---- | ---- | ---- | ---- | ---- |
| 578  | 575  | 561  | 587  | 558  | 529  | 505  | 507  | 514  |

| 1962 | 1968 | 1975 | 1982 | 1990 | 1999 | 2004 | 2006 | 2009 |
| ---- | ---- | ---- | ---- | ---- | ---- | ---- | ---- | ---- |
| 462  | 529  | 513  | 545  | 535  | 469  | 515  | 530  | 577  |

| 2014 | 2019 | 2022 | - | - | - | - | - | - |
| ---- | ---- | ---- | - | - | - | - | - | - |
| 580  | 554  | 544  | - | - | - | - | - | - |

#### Pyramide des âges
En 2018, le taux de personnes d'un âge inférieur à 30 ans s'élève à 36,1 %, soit en dessous de la moyenne départementale (36,7 %). De même, le taux de personnes d'âge supérieur à 60 ans est de 23,8 % la même année, alors qu'il est de 24,9 % au niveau départemental.
En 2018, la commune comptait 302 hommes pour 260 femmes, soit un taux de 53,74 % d'hommes, largement supérieur au taux départemental (48,50 %).
Les pyramides des âges de la commune et du département s'établissent comme suit.
| Hommes | Classe d’âge | Femmes |
| ------ | ------------ | ------ |
| 1,0    | 90 ou +      | 1,2    |
| 6,7    | 75-89 ans    | 11,7   |
| 13,1   | 60-74 ans    | 14,5   |
| 22,5   | 45-59 ans    | 18,8   |
| 18,5   | 30-44 ans    | 20,3   |
| 17,8   | 15-29 ans    | 15,6   |
| 20,5   | 0-14 ans     | 18,0   |

| Hommes | Classe d’âge | Femmes |
| ------ | ------------ | ------ |
| 0,5    | 90 ou +      | 1,6    |
| 5,6    | 75-89 ans    | 8,9    |
| 16,7   | 60-74 ans    | 18,1   |
| 20,2   | 45-59 ans    | 19,2   |
| 18,9   | 30-44 ans    | 18,1   |
| 18,2   | 15-29 ans    | 16,2   |
| 19,9   | 0-14 ans     | 17,9   |

### Enseignement
L'école communale accueille les enfants du village, ainsi que ceux d’Huclier et de Conteville, soit, pour l'année scolaire 2016-2017, 86 élèves répartis sur quatre classes, de la maternelle au CM2, un effectif en baisse sensible par rapport aux 106 enfants de l'année 2013-2014, mais qui devrait croître à nouveau compte tenu des nouvelles constructions en cours d'autorisation

### Manifestations culturelles et festivités
Le 17 juin 2023, le stade de Valhuon a accueilli la 2e édition du « Rock'in Villages ». 60 musiciens amateurs issus du Rockin' 1000 ont interprété des standards du rock pendant deux heures de concert devant plus de 2 700 personnes.
Randonnée VTT.

## Économie
La commune compte en 2016 un boucher, un salon de coiffure, ainsi que plusieurs artisans : tapisserie-décoration, électricité, bâtiment.

## Culture locale et patrimoine

### Lieux et monuments
- Église Saint-Omer, du XVIIe siècle, foudroyée en février 2013 et qui nécessite d'importants travaux[49]. La commune a lancé une souscription publique et réduit ses ambitions pour un chantier de l'ordre de 600 000 €[46].

### Personnalités liées à la commune
- Albert Châtelet, né le 24 octobre 1883 à Valhuon.

### Héraldique
| Armes de Valhuon | Les armes de Valhuon se blasonnent ainsi : de gueules aux trois fasces ondées d’argent, au lion du même armé et lampassé d’or, brochant sur le tout. |

## Pour approfondir